# Croton sonorae
Croton sonorae är en törelväxtart som beskrevs av John Torrey. Croton sonorae ingår i släktet Croton och familjen törelväxter. Inga underarter finns listade i Catalogue of Life.